# Esporte Clube Jacuipense
El EC Jacuipense es un equipo de fútbol de Brasil que juega en el Campeonato Brasileño de Serie D, la cuarta división de fútbol en el país.

## Historia
Fue fundado el 21 de abril de 1965 en la ciudad de Riachão do Jacuípe del estado de Bahía y en 1989 gana su primer título al proclamarse campeón de la segunda división del Campeonato Baiano, participando en la primera división estatal hasta su descenso en 1996.
En 2012 es subcampeón de la segunda división estatal y regresa a la primera división del Campeonato Baiano por primera vez en 16 años. En 2014 se convierte en equipo profesional luego de clasificar por primera vez al Campeonato Brasileño de Serie D, la que es su primera aparición en un torneo de escala nacional, donde avanzó hasta la ronda de cuartos de final.
En 2015 clasifica por primera vez a la Copa de Brasil, donde eliminaron en la primera ronda al Paraná Clube del Campeonato Brasileño de Serie A.

### Innovación para los aficionados
En 2014 el Jacuipense se convirtió en el primer equipo de fútbol de Brasil cuyos partidos podían verse en vivo del club mediante una aplicación en tablet o teléfono inteligente; y donde los aficionados podían elegir a los 11 titulares en cada partido por medio de una votación, así como las sustituciones. También aplicaron la idea en su primera aparición en el Campeonato Brasileño de Serie D.

## Jugadores

### Plantilla

#### Altas y bajas 2020
| Altas           | Altas          | Altas          | Altas                     | Altas |
| Jugador         | Posición       | Procedencia    | Tipo                      | Costo |
| --------------- | -------------- | -------------- | ------------------------- | ----- |
| Railan          | Centrocampista | Bahia sub-20   | Fin de préstamo.          | --    |
| Luan            | Portero        | Goianésia      | Traspaso libre.           | --    |
| Vicente         | Defensa        | Sport          | Interrupción de préstamo. | --    |
| Matheus Padilha | Defensa        | Vitória        | Rescisión de contrato.    | --    |
| Elias           | Delantero      | América-MG     | Fichaje.                  | --    |
| Marcel          | Delantero      | TRAU           | Fichaje.                  | --    |
| Railan Santos   | Defensa        | Inter de Lages | Préstamo.                 | --    |
| Rafael Bastos   | Centrocampista | Agente libre   | Libre.                    | --    |
| Banguelê        | Volante        | Louletano      | Fichaje.                  | --    |
| Radar           | Defensa        | Confiança      | Fichaje.                  | --    |
| Mauri           | Defensa        | Serra          | Fichaje.                  | --    |
| Lucas Cardoso   | Defensa        | Coimbrões      | Fichaje.                  | --    |
| Flávio          | Volante        | Confiança      | Fichaje.                  | --    |

| Bajas           | Bajas     | Bajas             | Bajas            | Bajas |
| Jugador         | Posición  | Procedencia       | Tipo             | Costo |
| --------------- | --------- | ----------------- | ---------------- | ----- |
| Matheus Padilha | Defensa   | Desportivo Brasil | Préstamo.        | --    |
| Railan Santos   | Defensa   | Inter de Lages    | Fin de préstamo. | --    |
| Ruan Café       | Delantero | Vitória sub-23    | Préstamo.        | --    |
| Uelliton        | Defensa   | Agente libre      | Fin de contrato. | --    |

## Entrenadores
- Jonílson Veloso (noviembre de 2017-presente)[4][38]

## Palmarés
- Baiano Serie B: 1

1989